# لوريتا ألفاريز
لوريتا ألفاريز (بالإسبانية: Loretta Alvarez)‏ هي طبيبة توليد ‏ وقابلة مكسيكية، ولدت في 1892 في المكسيك، وتوفيت في 1996 في توسان في الولايات المتحدة.